# 趙秉稷
趙秉稷（韓語：조병직；1833年—1901年），朝鮮王朝晚期文官。本貫楊州，字稚文，號蒼惠，出生於京畿道廣州。趙弘淳之子。通政大夫、承政院同副承旨趙鎮順之孫。歷任兵曹参判、吏曹參判、戶曹參判、刑曹判書、外務督辦、農商工部大臣、議政府贊政、學部大臣、法部大臣、外部大臣、度支部大臣、臨時署理議政府議政大臣（首相）、署理內部大臣、議政府參政大臣（副首相）等要職。

## 生平
趙秉稷出生於純祖33年（1833年），哲宗14年（1863年）科举考试文科及第。高宗3年（1866年）被任命為司諫院政言, 1867年擔任副修撰，1881年成為東萊府暗行御使，同年加入政府派遣的朝鮮十二人朝士日本視察團，任第五組領隊并带队考察日本海關事务。此後歷任副經理統理機務衙門事务，同时监管仁川港通商事務，1884年任咸鏡道兵馬水軍節度使兼安撫使。1887年任协办交涉通商事務，次年任電報局總辦、吏曹參判，1889年歷任任開城府留守、協辦內務府事等職 ，1892年任命為冬至正使出使中國。
1893年任邢曹判書、督辦交涉通商事務。次年任外務督辦，在清日戰爭中，由於日本的壓力，他一度下台，出任水原府副留守。後於1895年出任掌禮院卿。1896年俄館播遷時，他加入親俄派，歷任學部大臣、法部大臣、農商工部大臣，但卻被指為貪官污吏。他於1897年再次擔任學部大臣，次年成為法部副大臣，繼而成為法部大臣兼任高等法院審判長，並因鎮壓萬民共同會而受到強烈譴責，因此受到懲罰，但很快被免除，並被任命為外部大臣和議政府贊政。1899年被任命為度支部大臣和議政府贊政，並兼任表勳院議定官。 晚年仰屋著書，著有「稅關事務」一书。1901年去世，謚號忠簡。

## 逸事
1894年６月８日，日本驻韩代理公使正式通知朝鲜，日本将派兵。时任朝鲜外务督办的赵秉稷当即强烈要求日本停止登陆，日方则断然拒绝，声称：“贵督办虽千言万语重复其不必要，而我政府既认定其为必要，则不能听从尊说。”当天下午，赵秉稷再次正式照会日本公使，要求停止派兵，结果再次遭到拒绝。
在袁世凱稱病返回中國後，大鳥圭介再度向朝鮮提出将会出兵，朝鮮驚慌失措，趙秉稷火速同唐紹儀會商對策，偏偏此時電報线路故障导致无法与清官方取得联络。唐紹儀因此無法請示和告知李鴻章情況已愈來愈危急。趙秉稷只能再度要求日本撤兵，然而，這回大鳥圭介已決定不再用外交辭令與朝鮮往還相爭，而是直接動武，夜半時分天色未明之際，日本軍隊悍然出動，迅速包圍佔領景福宮。大鳥圭介入宮脅迫高宗下旨禁止朝鮮軍隊抵抗，使得不少士兵「兵皆痛哭、碎槍筒、裂軍服而逃」，並派人往雲峴宮催請大院君重新出馬，以作為日本的傀儡。
1894年，甲午中日战争爆发，日本控制了朝鲜政府，接著施壓高宗啟用親日派人士擔任要職，以及流放罷黜閔氏一族。并强迫其与清朝断交，废除《中朝商民水陆贸易章程》。1894年7月25日（阴历六月二十三日），赵秉稷通知清廷驻朝官员唐绍仪，宣布《中朝商民水陆贸易章程》及《中江通商章程》、《吉林贸易章程》作废，並「請求」大鳥圭介代為驅逐境內的清軍。唐紹儀見狀也只得從仁川秘密逃回清廷。然而此时清朝却一再消极避战并渐失影響力，因此錯失備戰良機。